# سیزدهمین دالایی لاما
توبتن جیاتسو (انگلیسی: Thubten Gyatso; ۱۲ فوریهٔ ۱۸۷۶ – ۱۷ دسامبر ۱۹۳۳) سیزدهمین دالایی لاما بود.
وی از سال ۱۸۷۹ تا ۱۹۳۳ به‌عنوان دالایی لاما رهبر بوداییان تبت شناخته می‌شده‌است. 